# Perdidos en la ciudad
Perdidos en la ciudad es el spin-off de Perdidos en la tribu donde trata de darle la vuelta al formato y en lugar de ser las familias las que se trasladan a otro continente, las tribus visitan España para aprender cómo es la sociedad occidental y aprender sus costumbres. Las ediciones del programa han sido presentadas por Nuria Roca y Raquel Sánchez Silva.

## Presentadoras
| Presentadora         | Ediciones | Ediciones |
| Presentadora         | 2011      | 2012-13   |
| -------------------- | --------- | --------- |
| Nuria Roca           |           |           |
| Raquel Sánchez Silva |           |           |

## Perdidos en la ciudad(2011)
La primera edición de Perdidos en la ciudad es un spin-off de Perdidos en la tribu en la que las tribus Himba y Mentawai vinieron a España a las casas de las familias Carrión-Roldán y Recuero-Oliva respectivamente. Esta edición no tuvo ni ganadores ni perdedores, simplemente, se pretendía mostrar cómo se adaptan las tribus al primer mundo. La estancia de las tribus fue de 30 días.

### Las tribus y las familias

#### LosHimbay los Carrión-Roldán
Los Himba viven en una remota zona desértica en el norte de Namibia. El ganado es su mayor fuente de riqueza. Los Himba se alimentan con leche agria, "orehere", un puré elaborado con harina de maíz y agua, y en ocasiones especiales pueden comer carne, especialmente de cabra, cuya piel utilizan para hacer ropa. Los Himba nunca han visto el mar y ahora tendrán la oportunidad de conocerlo.
- Vanavaina y Pondakae: son los dos gemelos de la tribu, hijos del líder del clan. Vanavaina es el mayor de los dos: él heredará las tierras y se convertirá en el próximo jefe Himba. Son pastores y valoran su trabajo en la tribu casi por encima de todo. Viajan a España con el objetivo de conocer el país y enamorar a las mellizas Marta y Laura, pero como en la cultura Himba se pueden tener más de una esposa, están abiertos a conocer a todas las chicas posibles. Además, les encantan las mujeres blancas.
- Kambana: hermano del jefe de los Himba, tío de los gemelos y uno de los hombres fuertes del clan. Ha sido enviado como líder del grupo a explorar lo desconocido y descubrir el país de la familia que hace dos años fue su invitada. En su aventura, Kambana pone orden en los momentos de sobresalto. A pesar de su intento de adaptarse a la cultura, no puede soportar muchas de las comidas. Compañero inseparable de José en la tribu, en este viaje Kambana ha estrechado más si cabe los lazos con el padre de familia, aunque a veces le critica porque piensa que el rol masculino lo cumple Montse en lugar de él. Como todos los hombres de su tribu, Kambana es un hombre machista que no puede entender que en la cultura occidental los papeles del hombre y la mujer no estén tan claramente diferenciados como en la suya.
- Watumbikua: es la esposa de Kambana, una mujer divertida y fuerte ante todas las sorpresas de las que es testigo. En su viaje descubre la libertad de la mujer en esta sociedad y se muestra encantada, aunque sabe perfectamente que cuando acabe la aventura regresará a la tribu y todo volverá a ser igual que antes. Watumbikua sufre una gran crisis al ver el mar: las mujeres Himba tienen prohibido bañarse y la inmensidad del mar supone un gran choque para ella. Con un gran carácter, cuando algo no le gusta no tiene ningún problema en hacerlo saber sin rodeos.
- Kauvi: es una de las mujeres más divertidas de su tribu y tiene un encanto que no pasa desapercibido. Cuando habla, sentencia. Expresiva en extremo, Kauvi se desvela a lo largo de toda su estancia en España como una mujer pura y transparente. Es una de las mujeres más sexuales de su clan: le gusta hablar de sexo y lo hace abiertamente.

La familia Carrión-Roldán está compuesta por José y Montse, marido y mujer, y sus hijas mellizas: Marta y Laura. Laura es ordenada y responsable, mientras que Marta personaliza el desorden en todas las facetas de su vida. Sin embargo, las hermanas están muy unidas y comparten más de una afición.Su vida con la tribu de los Himba fue probablemente la más admirada: consiguieron adaptarse con bastante facilidad a su forma de vida y al finalizar el programa parecían verdaderos miembros de la tribu. La afabilidad de José, el buen talante de Montse y la capacidad de lucha de Marta y Laura fueron decisivos para que los Himba consideraran que habían hecho un muy buen trabajo en la tribu.

#### LosMentawaiy los Recuero-Oliva
Los Mentawai son una de las tribus más fascinantes del mundo. Viven en la profundidad de la jungla indonesa de la isla de Siberut. Mantienen costumbres ancestrales y viven en clanes en torno a una casa alargada llamada Uma. Se alimentan de sagu, un árbol muy abundante en su zona, así como de la caza y la pesca. Uno de sus grandes manjares son las larvas vivas. Los Mentawai se verán sorprendidos por la nieve y podrán tocarla por primera vez.
- Salomo: tatuado por todo su cuerpo, Salomo es el gran chamán de los Mentawai. Aunque su edad se desconoce, es uno de los hombres con más años de la tribu, razón por la que también es uno de los más respetados y poderosos de todo su clan. En su visita a España, Salomo mostrará una visión muy crítica sobre su sociedad: le sorprenderá ver la pobreza y la mendicidad y no entenderá por qué genera tanta basura diariamente. Salomo se caracteriza por su gracia y frescura: en todos los lugares se convierte sin quererlo en el centro de atención y de respeto. Durante su estancia con Sonia y su familia, Salomo querrá conocer más a fondo la forma de entender la espiritualidad y volará en paramotor.
- Lili: esta joven Mentawai fue la gran amiga de Sonia cuando estuvo en la tribu y sus lazos sentimentales con la madre de familia se estrecharán aún más en su visita a España. La sonrisa de Lili la convierte en un personaje más que entrañable desde el primer momento. Está soltera y aunque es algo tímida, en España conocerá a varios hombres que, en su opinión, "son muy guapos": un veterinario, un streaper e incluso Dani Martínez de "Tonterías las justas" serán algunos de los hombres que más le han impactado en su estancia en el país. Inteligente y sensible, Lili sabe disfrutar de cada momento y cada aventura. Su paso por el zoológico y por el parque de atracciones serán algunos de sus mejores momentos en el programa.
- Amandigei: al igual que Salomo, Amandigei también es chamán. En su aventura por España se sorprenderá por el tamaño de los pechos de las mujeres, rechazará buena parte de la comida y se sorprenderá por la cantidad de personas obesas que ve y por la forma de entretenimiento que tenemos los españoles. Amandigei es un excelente cazador y no perderá la oportunidad de conocer cómo es la caza en Occidente.
- Baidigei: es la esposa de Amandigei. Le impactarán aspectos de la cultura tan variados como la "obsesión" por andar sobre ruedas (en coche, en patines, en bicicleta...) y que algunas personas tengan serpientes como mascotas. Desde la terraza de las Torres Kio creerá estar viendo el poblado más grande que ha visto en su vida. En España irá a la peluquería y se maquillará por primera vez. Disfrutará al ver la nieve y, como fiel compañera de Lili, compartirá con ella la emoción de cada sorpresa.

La familia está formada por Sonia es la madre y estará acompañada por sus hijos, Johnny y Ventura. Una temprana maternidad y una separación algo difícil hicieron de Sonia una mujer de armas tomar. Luismi, su compañero sentimental, llegó a sus vidas varios años atrás y siempre se esforzó por adaptarse a su carácter. Johnny y Ventura adoran a su madre y buscan la total felicidad de quien siempre ha estado a su lado.Su estancia con los Mentawai fue algo más traumática. Algunas de las ceremonias tribales conllevaban el sacrificio de algún animal y resultó muy duro para toda la familia tener que ser testigos de rituales con los que estaban completamente en desacuerdo. Además, el papel de la mujer en la tribu exasperaba a Sonia y en ocasiones perdía los estribos.

### Audiencias
| Programa | Título original                          | Día de emisión      | Espectadores | Share |
| -------- | ---------------------------------------- | ------------------- | ------------ | ----- |
| 1x01     | Así empieza la aventura de las tribus    | 24 de abril de 2011 | 2 202 000    | 12,3% |
| 1x02     | De la selva a la jungla de la ciudad     | 1 de mayo de 2011   | 2 109 000    | 12,1% |
| 1x03     | Las tribus se asientan en la urbe        | 8 de mayo de 2011   | 2 248 000    | 11,5% |
| 1x04     | Las tribus descubren la caza en España   | 15 de mayo de 2011  | 2 016 000    | 10,7% |
| 1x05     | Pánico en el Museo de Cera               | 22 de mayo de 2011  | 2 167 000    | 11,8% |
| 1x06     | Celos entre gemelos y gemelas            | 29 de mayo de 2011  | 2 071 000    | 11,3% |
| 1x07     | Los últimos días de las tribus en España | 5 de junio de 2011  | 2 317 000    | 12,8% |
| 1x08     | La emotiva despedida de las tribus       | 12 de junio de 2011 | 1 754 000    | 10,6% |

- Presentadora: Nuria Roca.[2]

## Perdidos en la ciudad(2012-2013)
Se está grabando la segunda temporada de Perdidos en la ciudad. Tres miembros de la tribu Shiwiar de la tercera edición de Perdidos en la tribu ya han pasado por Sálvame como público acompañados por miembros de la familia que vivió con ellos en el Amazonas durante un mes.

### Las tribus y las familias

#### LosShiwiary los Merino
Los Shiwiar viven en la selva del Amazonas. Comen monos, caimanes, tortugas, gusanos y una papilla elaborada con yuca fermentada. Son muy espirituales, supersticiosos y mantienen una estrecha relación con la naturaleza. Su paso por España será para ellos el cambio más grande que jamás han vivido. El choque cultural es fuerte: vienen de un lugar en el que hay que conseguirlo todo a una sociedad en la que las cosas parecen venir ya hechas.
La familia Merino formada por Carlos (marido de Marisol, pero no padre de los chicos), Marisol y sus cuatro hijos David, Víctor, Marisol y Cristina, demostraron en su paso por Perdidos en la tribu ser una familia unida y con mucha fuerza de voluntad, a pesar de que al principio de su aventura parecía que no iban a conseguir superar con éxito la experiencia. Sin embargo, en este formato, donde los primitivos visitan España, la hija pequeña de los Merino, Marisol, se une a sus padres y hermanos en esta aventura. El objetivo de la familia es que los Shiwiar se diviertan y pierdan sus miedos, descubriendo que lejos de su selva son como poco, frágiles y asustadizos.

#### LosSuriy los Navarro
Los Suri viven en una de las tribu más duras del planeta. Viven en el sudoeste de Etiopía y son considerados la tribu más fiera de la región. A la hora de comer su tradición dicta que el hombre lo haga primero y después, respetando la jerarquía, lo hagan las mujeres y los niños. En su paso por la geografía española encontrarán una cultura completamente diferente a la que se intentarán adaptar, aunque si no quieren participar en una actividad no habrá forma de convencerles de lo contrario. Además, no dudarán en cuestionar constantemente el estilo de vida y las contradicciones españolas.
La familia Navarro integrada por José, Isabel y sus dos hijos Chabeli y Antonio fueron los sustitutos de la familia Berhanyer y llegaron al final de su aventura consiguiendo ser aceptados por los Suri, algo que con la otra familia no lo hicieron. Los cabecillas de familia que llegaron a Etiopía al borde de la separación, su aventura en la tribu les unió y les hizo ver sus problemas de otra manera. Las principales tareas fueron tratar que los Suri se integrasen por completo en el país, aunque no fue del todo fácil ya que la dureza de la tribu y sus caracteres, hicieron difícil la convivencia.

### Audiencias
| Programa | Título original           | Día de emisión          | Espectadores | Share |
| -------- | ------------------------- | ----------------------- | ------------ | ----- |
| 2x01     | Bienvenidos a la ciudad   | 29 de noviembre de 2012 | 2 182 000    | 11,2% |
| 2x02     | Hogar, dulce hogar        | 6 de diciembre de 2012  | 2 090 000    | 11,0% |
| 2x03     | Fiestas, toros y flamenco | 13 de diciembre de 2012 | 2 151 000    | 11,3% |
| 2x04     | Cambios                   | 20 de diciembre de 2012 | 1 776 000    | 9,6%  |
| 2x05     | Dolce vita                | 27 de diciembre de 2012 | 1 805 000    | 9,6%  |
| 2x06     | La locura                 | 3 de enero de 2013      | 1 808 000    | 9,4%  |
| 2x07     | El encuentro              | 10 de enero de 2013     | 1 540 000    | 8,1%  |
| 2x08     | Como en casa              | 17 de enero de 2013     | 1.694.000    | 10,8% |
| 2x09     | Despedida y regreso       | 24 de enero de 2013     | 1.454.000    | 9,4%  |

- Presentadora: Raquel Sánchez Silva.[3]

## Audiencia media de todas las ediciones
| Edición                     | Programas | Fecha                                         | Cadena | Espectadores | Cuota |
| --------------------------- | --------- | --------------------------------------------- | ------ | ------------ | ----- |
| [ 1 ] Perdidos en la ciudad | 8         | 24 de abril de 2011 — 12 de junio de 2011     | Cuatro | 2 110 000    | 11,6% |
| [ 2 ] Perdidos en la ciudad | 9         | 29 de noviembre de 2012 — 24 de enero de 2013 | Cuatro | 1 833 000    | 10,0% |